# Katarzynki (przystanek kolejowy)
Katarzynki (cz. Kateřinky, niem. Katharein) – zlikwidowany przystanek kolejowy na terenie Katarzynek, dzisiejszej dzielnicy Opawy, a dawniej samodzielnej wsi. Znajdował się on na otwartym w 1909 roku i zlikwidowanym po II wojnie światowej odcinku linii kolejowej pomiędzy stacjami Pilszcz i Opava západ.